# Рабак (Судан)
Рабак (араб. ربك) — місто в Судані, адміністративний центр штату Білий Ніл.

## Географія
Центр міста розташовується на висоті 375 метрів над рівнем моря.

### Клімат
Місто знаходиться у зоні, котра характеризується кліматом тропічних пустель. Найтепліший місяць — травень із середньою температурою 32.1 °C (89.8 °F). Найхолодніший місяць — січень, із середньою температурою 24 °С (75.2 °F).
| Клімат Рабака           | Клімат Рабака | Клімат Рабака | Клімат Рабака | Клімат Рабака | Клімат Рабака | Клімат Рабака | Клімат Рабака | Клімат Рабака | Клімат Рабака | Клімат Рабака | Клімат Рабака | Клімат Рабака | Клімат Рабака |
| Показник                | Січ.          | Лют.          | Бер.          | Квіт.         | Трав.         | Черв.         | Лип.          | Серп.         | Вер.          | Жовт.         | Лист.         | Груд.         | Рік           |
| Середній максимум, °C   | 32,9          | 35            | 38,6          | 41            | 41,1          | 38,8          | 35,2          | 34,1          | 35,6          | 37,7          | 35,6          | 33,7          | 36,6          |
| Середня температура, °C | 24            | 25,7          | 29            | 31,6          | 32,1          | 31,3          | 29,1          | 28,1          | 28,8          | 30            | 27,9          | 25            | 28,6          |
| Середній мінімум, °C    | 15,8          | 17,1          | 20,1          | 22,9          | 24            | 24,9          | 23,8          | 23,2          | 23,1          | 23,2          | 20,3          | 17,2          | 21,3          |
| Норма опадів, мм        | 0             | 0             | 0             | 0.8           | 10.4          | 39.1          | 92.2          | 120.7         | 51.6          | 10.4          | 0.8           | 0             | 326           |
| Днів з опадами          | 0             | 0             | 0             | 0,2           | 2,4           | 4,8           | 8,5           | 9,2           | 5,7           | 2,7           | 0,1           | 0             | 33,6          |
| Вологість повітря, %    | 36.8          | 30.3          | 26.7          | 24.3          | 32.6          | 46.1          | 61.2          | 68.7          | 63.6          | 49.3          | 38.3          | 38.8          | 43.1          |
| ----------------------- | ------------- | ------------- | ------------- | ------------- | ------------- | ------------- | ------------- | ------------- | ------------- | ------------- | ------------- | ------------- | ------------- |
| Джерело: Weatherbase    |               |               |               |               |               |               |               |               |               |               |               |               |               |

## Демографія
Населення міста за роком::
| 1973   | 1983  | 1993  | 2012   |
| ------ | ----- | ----- | ------ |
| 18 399 | 26693 | 59261 | 202166 |

## Транспорт
Найближчий аеропорт розташований у місті Кості.

## Економіка
Рабак — великий центр цементної промисловості Судану.